# Szonda Ipsos
A Szonda Ipsos Média-, Vélemény- és Piackutató Intézet 1990-ben alapított magyar piac- és közvélemény-kutató cég. 
Alapításkor a cég 50,1%-a az Ipsos Csoport, 49,9%-a az intézet menedzsmentjének a tulajdonában volt. Alapításkor a neve Szonda Ipsos Média-, Vélemény és Piackutató Kft., rövid neve rövid neve: Szonda Ipsos Kft. volt (cégjegyzék száma: 01-09-065088, 1096 Budapest, Thaly Kálmán u. 39.) Az 1990. szeptember 20-án bejegyzett kft. 2009. augusztus 31-én átalakulással megszűnt, jogutódja az IPSOS Média-, Reklám-, Piac- és Véleménykutató Zrt. (1139 Budapest, Pap Károly utca 4-6., rövid neve: IPSOS Zrt., cégjegyzékszám: 01-10-046444), melynek egyedüli részvényese az IPSOS S.A. (FR-75013 Paris, rue du Val de Marne 35).